# Енджомени
Енджомени, енджумени — виборний орган самоврядування місцевої влади. Енджомени створювалися в Ірані під час революції 1905—1911 років. Могли бути різної ідеологічної спрямованості: ісламськими, соціал-демократичними і т. ін.